# Up Front
Up Front fou un grup de música hardcore de Nova York. Fou una part influent de l'escena straight edge dels estats de Nova York i Connecticut de finals de la dècada del 1980. Els seus primers concerts foren a l'ara famosa sala Anthrax Club de Norwalk. El 1987, UP Front va aparèixer a la compilació X Marks The Spot, un dels primers testimonis de la creixent escena straight edge de Connecticut.

## Història
El 1988 Up Front va publicar l'EP Spirit, i l'estiu de 1989 va girar amb els grups Unit Pride, Insted i Gorilla Biscuits. El grup va seguir actiu fins al 1992, publicant Daybreak el 1990, recorrent els Estats Units d'Amèrica (EUA) novament l'estiu de 1991, i completant la seva primera gira per europea l'hivern de 1991-1992.
Up Front es va separar després de publicar Changes el 1992, però es va tornar a reunir la primavera de 1994 per a enregistrar What Fire Does, al qual seguí la seva segona gira europea aquell mateix estiu. Després d'un breu parèntesi, Up Front va compondre i gravar Movement el 1997. Després d'un grapat de concerts als EUA i una gira al Japó el 1998, va tenir lloc la seva tercera gira europea l'estiu de 1999.
Tot i que el grup s'ha mantingut inactiu des de 1999, realitzaren tres concerts de reunió l'any 2005, i un concert amb la formació de Daybreak el novembre 2009 al festival A Time We'll Remember.

## Discografia
- 1998: X Marks the Spot (compartit)
- 1988: Spirit
- 1990: Daybreak - EP
- 1992: Changes - EP
- 1994: What Fire Does - EP
- 1997: Doin' It Live on WNYU - EP
- 1997: Movement
- 1999: Split w/ Building - EP
- 2004: Five by Seven